# Kościół św. Mateusza w Kochanowie
Kościół św. Mateusza – rzymskokatolicki kościół filialny parafii św. Michała Archanioła mieszczący się w Kochanowie w diecezji świdnickiej.

## Historia

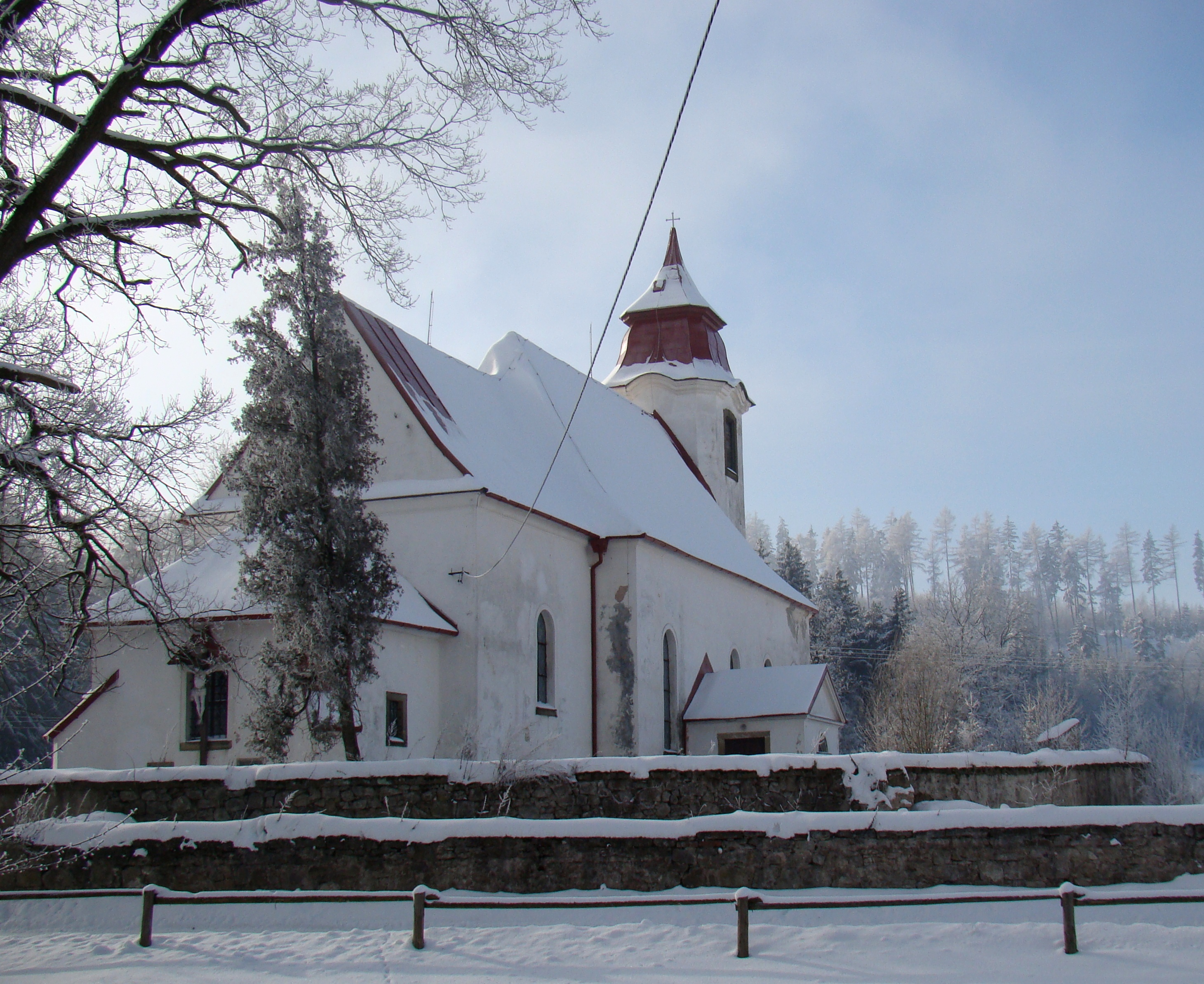
Kościół w szacie zimowej

Kościół filialny wzmiankowany w 1364 r. Wzniesiony w 1636 r., ale gruntownie przebudowany na barok w 1754 r. wg proj. Josepha Antona Jentscha, i restaurowany w XIX w. Jest to skromna budowla jednonawowa z wydzielonym, prostokątnym prezbiterium i kwadratową wieżą na osi. We wnętrzu bogate wyposażenie, m.in.: ołtarz główny – polichromia i złocenie z 1 poł. XVIII w., barokowa ambona z 1 poł. XVIII w., chrzcielnica z XVIII w., rzeźby drewniane, polichromowane, obrazy olejne na płótnie, portal z piaskowca z poł. XVIII w., a także liczne naczynia liturgiczne m.in.: barokowa monstrancja, srebrna pozłacana z 1700 r.